# Ṉ
Cette page contient des caractères spéciaux ou non latins. S’ils s’affichent mal (▯, ?, etc.), consultez la page d’aide Unicode.
Ṉ, ou N macron souscrit, est un graphème utilisé dans l’écriture du atsam, du dhangu-djangu, du gumatj, du kolchan, du longuda, du mazahua central, du nunggubuyu, du pitjantjatjara, du roviana, du saanich, du shuar, du yele, du zapotèque de Cajonos, du zapotèque de Mitla, du zapotèque de Mixtepec, et du zapotèque de Yatzachi, et aussi dans la transcription des langues indiennes comme la romanisation ISO 15919. Il s'agit de la lettre N diacritée d'un macron souscrit.  Il n’est pas à confondre avec le N trait souscrit ‹ N̲, n̲ ›.

## Utilisation
Le N macron souscrit est utilisé en pitjantjatjara en Australie pour représenter le son /ɳ/.
Le N macron souscrit est utilisé en saanich au Canada et aux États-Unis pour représenter le son /ɴ/ (qui peut aussi être glottalisé [ɴˀ]).
Le N macron souscrit est utilisé dans le Système de romanisation de la bibliothèque nationale de Calcutta pour la transcription des langues indiennes, dans la romanisation  ISO 15919 ou les romanisation ALA/LC, et y représente la lettre tamoul ன, la lettre devanagari ऩ, ou la lettre malayalam ഩ.
Dans la romanisation du GENUNG du pachto écrit avec l’alphabet arabe, le n macron souscrit est utilisé pour translittérer la lettre nūn rond ‹ ڼ ›.

## Représentations informatiques
Le N macron souscrit peut être représenté avec les caractères Unicode suivants :
- précomposé (latin étendu additionnel)[1] :

| formes    | représentations | chaînes de caractères | points de code | descriptions                              |
| --------- | --------------- | --------------------- | -------------- | ----------------------------------------- |
| capitale  | Ṉ               | Ṉ                     | U+1E48         | lettre majuscule latine n ligne souscrite |
| minuscule | ṉ               | ṉ                     | U+1E49         | lettre minuscule latine n ligne souscrite |

- décomposé (latin de base, diacritiques) :

| formes    | représentations | chaînes de caractères | points de code | descriptions                                          |
| --------- | --------------- | --------------------- | -------------- | ----------------------------------------------------- |
| capitale  | Ṉ               | N◌̱                    | U+004E U+0331  | lettre majuscule latine n diacritique macron souscrit |
| minuscule | ṉ               | n◌̱                    | U+006E U+0331  | lettre minuscule latine n diacritique macron souscrit |